# NGC 2061
NGC 2061 (другое обозначение — ESO 363-**16) — группа звёзд в созвездии Голубь.
Этот объект входит в число перечисленных в оригинальной редакции «Нового общего каталога».
Возможно, является группой, состоящей из около 20 звёзд, расположенных около двойной звезды HD 38253. Описание Гершеля даёт понять, что наблюдавшаяся им двойная звезда действительно является HD 38253, однако астроном назвал NGC 2061 скоплением, но на скопление объект не похож.